# Liturgia da Palavra
Liturgia da Palavra é a segunda parte da missa católica, que segue os Ritos iniciais. Nela, são lidos os textos da Bíblia próprios da festa celebrada. Durante o Tempo Comum, entretanto, são lidos textos que apenas tem correlação teológica entre si.
Em domingos e solenidades, são lidos uma Primeira Leitura do Antigo Testamento, um salmo relativo à primeira leitura, e uma segunda leitura, sempre do Novo Testamento. Nas missas feriais, são lidos apenas uma leitura e um salmo. Após tais leituras, tanto nas missas dominicais ou solenidades, quanto nas missas feriais, é proclamado o Evangelho do dia, ou da festa celebrada. Este é o núcleo da Liturgia da Palavra.